# Iugoribates gracilis
Iugoribates gracilis är en kvalsterart som beskrevs av Sellnick 1944. Iugoribates gracilis ingår i släktet Iugoribates och familjen Chamobatidae. Inga underarter finns listade i Catalogue of Life.